# Descente de croix (Rembrandt, 1633)
La Descente de croix est une peinture à l'huile sur panneau de bois  réalisée en 1633 par Rembrandt. Elle est conservée à l'Alte Pinakothek de Munich.
Le tableau fait partie d'un cycle de sept œuvres sur la Passion réalisées sur la commande de Frédéric-Henri d'Orange, gouverneur des Pays-Bas, et est le pendant de L'Érection de la croix.

## Description
Le thème est celui de la descente de croix, sujet qui sera par suite plusieurs fois traité par Rembrandt. Il s'inspire directement de l'Évangile selon Jean. 
La composition de Rembrandt est triangulaire, laissant émerger les personnages centraux d'un fond sombre. La branche transversale de la croix, que la perspective place dans une position oblique, s'oppose à et souligne les mouvements contrastés de l'axe principal.
À droite, Joseph d'Arimathie, richement vêtu, observe la scène. Le cadavre du Christ est plié, brisé, baigné dans la clarté mortelle du drap mortuaire et de sa propre peau,. 
Cinq hommes essayent de le descendre de la croix tachée de sang. Jean reçoit le corps avec un regard douloureux. La Vierge Marie, évanouie, est presque enfouie dans l'obscurité. 
Rembrandt lui-même s'est représenté sur une des échelles, avec une expression douloureuse, essayant de tenir le bras droit du cadavre. Le visage dans l'ombre est celui de l'Autoportrait en jeune homme conservé également à l'acte Pinakothek.

## Portée
Rembrandt a dû connaître le tableau peint par Rubens sur le même thème pour la cathédrale d'Anvers vingt ans auparavant. La comparaison entre les deux œuvres montre comment il s'éloigne de la représentation du divin et du surnaturel, pour une forme de peinture plus réaliste.
Le corps de Jésus est ainsi dépourvu de toute beauté formelle. Le peintre montre les mouvements, les transferts de poids, la chute du corps dans le linceul, comme ils sont peut-être survenus, et son œuvre est organisée autour de ce moment précis qu'il a choisi.

Œuvres proches
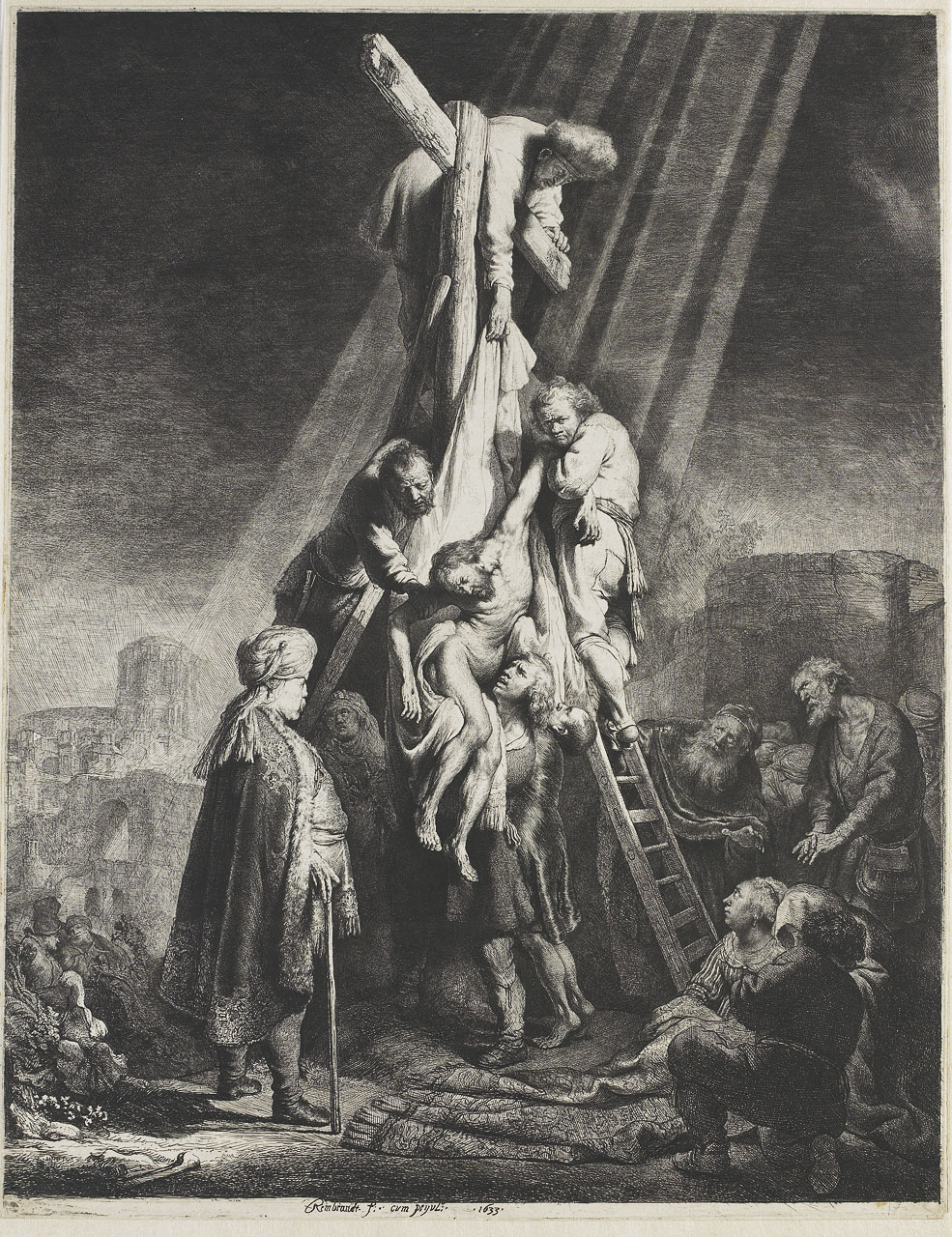
La Grande Descente de croix, eau-forte de Rembrandt (1633).
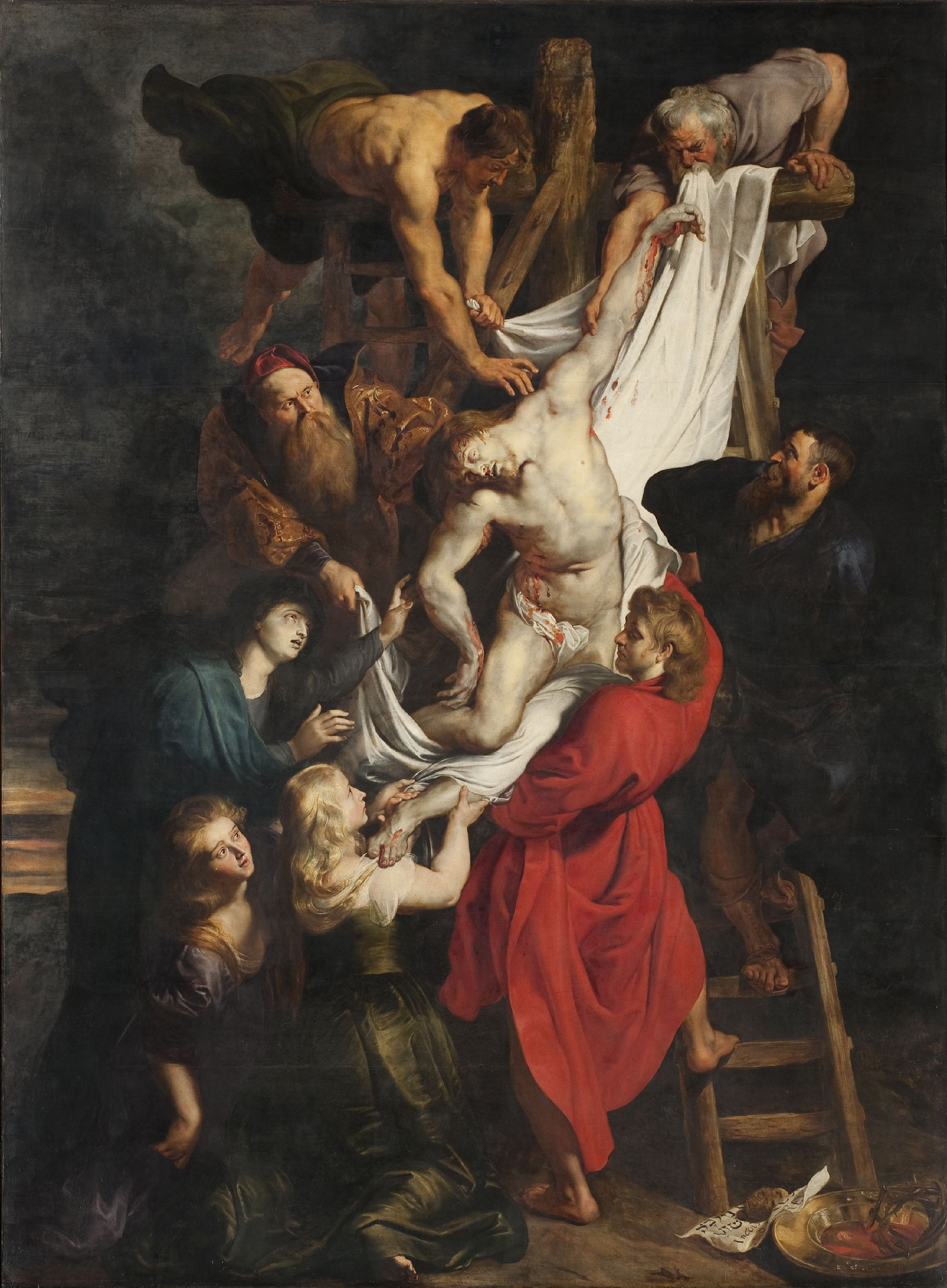
La Descente de croix par Rubens  (1611-1614).